# Manastir Gandan
Gandan je grupa hramova i drugih budističkih obejkata koji zajedno čine sklop manastira u Ulan Batoru, Mongolija. Od skora je često u upotrebi i pun naziv Gan Dan Teg Leng (ime se izgovara kao jedna reč ali je ovde dato razdvojeno zbog lakšeg izgovora). U slobodnom prevodu ime zanči Veliko mesto kompletne radosti. Bukvalni prevod je
- Gan = puno se radovati
- Dan = savršeno
- Teg = vozilo
- Leng = ostrvo

Manastir je izgrađen u u tibetanskom stilu u skladu sa preovlađujućim budističkim pravcem u Mongoliji.
Manastir je osnovan 1835. i ubrzo je postao glavno budističko učilište u Mongoliji.
Tokom tokom tridesetih godina 20. veka Mongolska komunistička vlada je pod pritiskom Staljina, krenula u kampanju uništavanja budističkih manastira. Ganden je praktično bio jedini manastir koji je i dalje funkcionisao mada je i on u periodu od 1938. do 1944. godine bio zatvoren. Tokom 1944. Budistima je dozvoljeno da ga otvore opet, ali im je bilo određeno koliko osoblja mogu imate, te su im nametnute i druge restrikcije.
U okviru manastira funkcioniše univerzitet Zanabazar na kojem se mogu proučavati astrologija, tradicionalna medicina i budizam. Tokom 2006. je na univerzitet upisana prva generacija devojaka.

## Spoljašnje veze
- Članka o manastiru na engleskom
- Slike Архивирано на веб-сајту  (27. април 2012)
- Članak o Ulan Batoru sa odeljkom o manastiru
- Budizam u Mongoliji posle 1990. godine
- Intervju sa Glenom H. Malinom, Tibetologom